# Initiative populaire « Pour le couple et la famille - Non à la pénalisation du mariage »
L'initiative populaire  « Pour le couple et la famille - Non à la pénalisation du mariage » est une initiative populaire fédérale suisse, rejetée par le peuple le 28 février 2016. Cette votation est invalidée, le 10 avril 2019, par le Tribunal fédéral, une première dans le pays. 

## Contenu
L'initiative propose d'ajouter un alinéa 2 à l'article 14 de la Constitution fédérale précisant que «  Le mariage est l’union durable et réglementée par la loi d’un homme et d’une femme. Au point de vue fiscal, le mariage constitue une communauté économique. Il ne peut pas être pénalisé par rapport à d’autres modes de vie, notamment en matière d’impôts et d’assurances sociales. ».
Le texte complet de l'initiative peut être consulté sur le site de la Chancellerie fédérale.

## Déroulement

### Contexte historique
En Suisse en 2015, près de 80 000 couples mariés à deux revenus (ou à la retraite) sont soumis à un impôt fédéral direct plus élevé que les couples non-mariés disposant des mêmes revenus. De plus, un couple marié ne peut recevoir qu'un maximum de 150 % de rente AVS alors qu'un couple non marié peut demander deux rentes pleines. C'est cette différence que l'initiative veut supprimer, en accord avec l'article 8 alinéa 2 de la Constitution fédérale qui prévoit déjà que « nul ne doit subir de discrimination du fait de son mode de vie ».
En 1984 déjà, le Tribunal fédéral demandait dans un arrêt que la charge fiscale des couples mariés soit réduite pour correspondre à celle des personnes seules. En application de cet arrêt, des mesures ont été prises en 2008 pour réduire l'inégalité de traitement ; cependant, des propositions fédérales supplémentaires faites en 2007 et 2012 ont été refusées par le Parlement en particulier à cause de divergences à propos du futur modèle de fiscalité.

### Récolte des signatures et dépôt de l'initiative
La récolte des 100 000 signatures débute le 3 mai 2011. L'initiative est déposée le 5 novembre 2012 à la Chancellerie fédérale, qui constate son aboutissement le 18 décembre de la même année.

### Discussions et recommandations des autorités
Le Conseil fédéral recommande d'accepter cette initiative, en particulier en espérant que « le fait d’inscrire le principe de l’imposition commune des couples mariés dans la Constitution augmentera grandement les chances de trouver un compromis politique pour supprimer la surimposition des couples mariés. ». Tout en soutenant les efforts visant à éliminer totalement l’inégalité de traitement, le parlement décide cependant de rejeter l'initiative pour deux raisons : elle fixe dans la Constitution fédérale une définition du mariage comme étant l'union d'un homme et d'une femme, empêchant ainsi l’ouverture des unions réglementées par la loi à tous les couples, indépendamment du sexe ou de l’orientation sexuelle. De plus, le passage d'une imposition conjointe à une imposition individuelle des époux (prévue par l'initiative) demanderait une seconde modification de la Constitution si l'initiative devait être adoptée.

### Votation de 2016
Soumise à la votation le 28 février 2016, l'initiative est acceptée par une majorité de 18 cantons, mais refusée par 50,8 % des suffrages exprimés. 

#### Résultats
| Pour                          | Pour | Contre    | Contre | Invalide/ blanc | Total     | Inscrits  | Partici pation | Cantons pour | Cantons pour | Cantons contre | Cantons contre | Résultat |
| Votes                         | %    | Votes     | %      | Invalide/ blanc | Total     | Inscrits  | Partici pation | Entiers      | Demi         | Entiers        | Demi           | Résultat |
| ----------------------------- | ---- | --------- | ------ | --------------- | --------- | --------- | -------------- | ------------ | ------------ | -------------- | -------------- | -------- |
| 1 609 152                     | 49,2 | 1 664 224 | 50,8   | 80 643          | 3 354 019 | 5 302 797 | 63,2           | 15           | 3            | 5              | 3              | Rejetée  |
| Source: Gouvernement Suisse 1 |      |           |        |                 |           |           |                |              |              |                |                |          |

#### Résultats par cantons
Le tableau ci-dessous détaille les résultats par canton :

## Annulation de la votation
En juin 2018, une erreur concernant le nombre de couples concernés est admise par le Conseil fédéral et la Chancellerie. Au lieu des 80 000 couples annoncés, 454 000 seraient concernés, plus 250 000 retraités. Cette erreur serait de nature à influencer l'issue de la votation selon les initiants, et le PDC dépose ainsi plainte dans plusieurs cantons le 18 juin 2018 dans le but de faire revoter le peuple suisse. 
Finalement, le PDC porte l'affaire devant le Tribunal fédéral. Le 10 avril 2019, quatre des cinq juges fédéraux décident que le scrutin est invalide. Il s'agit de la première invalidation d'une votation depuis la Constitution de 1848 en Suisse,,.